# Marinika Tepić

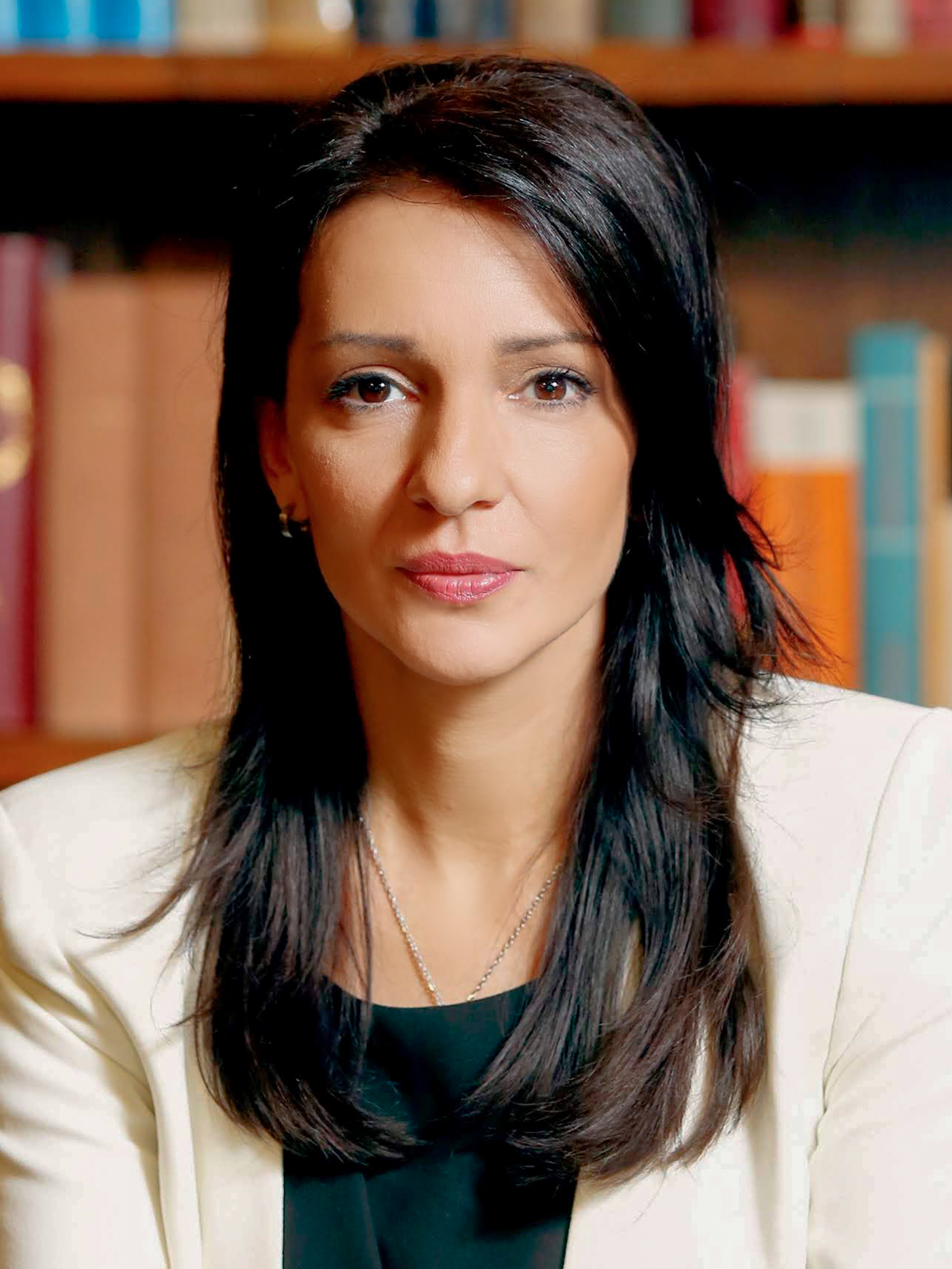
Marinika Tepić (2021)

Marinika Tepić (Serbisch: Мариника Тепић; geboren 8. August 1974 in Pančevo, Serbien) ist eine serbische Politikerin mit rumänischen Wurzeln und ehemalige Journalistin. Sie ist stellvertretende Parteichefin der Partei der Freiheit und Gerechtigkeit (SSP).

## Leben und Karriere
Vor dem Beginn ihrer politischen Aktivitäten war Tepić Journalistin bei Danas.
Ihre politische Laufbahn startete 2012, als sie als Mitglied der Liga der Sozialdemokraten der Vojvodina einen Sitz im Parlament Vojvodinas erreichte. Von 2012 bis 2016 war sie in der Landesregierung Vojvodinas als Landessekretärin für Sport und Jugendliche tätig. 2017 wechselte sie die Partei und zog ins Parlament Serbiens als Mitglied der Nova stranka. Ein Jahr später wurde sie stellvertretende Parteichefin der Partei der Freiheit und Gerechtigkeit. Bis 2020 war Tepić Mitglied des serbischen Parlaments.